# Vasilij Tjujkov
Vasilij Ivanovitj Tjujkov, född 12 februari 1900 i guvernementet Tula, död 18 mars 1982 i Moskva, var en sovjetisk militär och politiker.

## Biografi
Tjujkov var sedan 1918 soldat i Röda armén och han blev medlem i kommunistiska partiet 1919. Han examinerades från den sovjetiska militärakademin 1925. Vid den sovjetiska invasionen i Polen i september 1939 var Tjujkov som generalmajor befälhavare för 4. sovjetiska armen. Han fick senare som chef för 9. sovjetiska armén genomlida nederlaget vid Suomussalmi under finska vinterkriget.
Han placerades därefter som militärattaché i Kina som rådgivare till Chiang Kai-shek i det andra kinesisk-japanska kriget fram till 1942. I juni samma år befordrades han till generallöjtnant. 10 september 1942 fick Tjujkov befälet över 62:a armén som verkningsfullt deltog i slaget om Stalingrad. 1943 ändrades dess namn till 8:e gardesarmén som inom 1:a vitryska fronten under hans befäl deltog i slutstriderna vid Berlin 1945. Han var då generalöverste.
Tjujkov tilldelades 1944 och 1945 utmärkelsen Sovjetunionens hjälte och han stannade kvar i Tyskland efter andra världskrigets slut och var 1949-1953 befälhavare för de sovjetiska ockupationsstyrkorna. 1955 utnämndes Tjujkov till marskalk av Sovjetunionen och han var under åren 1960-1964 chef för Röda arméns markstyrkor. Från 1961 till sin död var han medlem av kommunistiska partiets centralkommitté. Tjujkov begravdes i Mamajev Kurgan (gravkullen i Mamai) strax utanför Stalingrad som den förste marskalk som begravts utanför Moskva.